# Dinefwr Castle
Dinefwr Castle, auch Dynevor Castle genannt, ist eine Burgruine bei Llandeilo in Carmarthenshire in Wales. Die als Kulturdenkmal der Kategorie Grade I klassifizierte  und als Scheduled Monument geschützte Ruine war im 12. und 13. Jahrhundert Residenz der Fürsten und Herren von Deheubarth, die nach der Burg auch Dinefwr-Dynastie genannt wird.

## Geschichte
Der Legende nach wurde Dinefwr Castle von Rhodri dem Großen im 10. Jahrhundert erbaut. Der langgestreckte Hügelzug war leicht zu verteidigen und bot deshalb einen guten Platz für die Anlage einer Befestigung, doch gibt es keine schriftlichen oder archäologischen Belege, dass an dieser Stelle vor Mitte des 12. Jahrhunderts eine Burg errichtet wurde.
Als erster Bauherr der Anlage gilt Lord Rhys, unter dem das Fürstentum Deheubarth um 1180 seine größte Bedeutung erlangte und der Dinefwr Castle als seine Residenz erbaute. Seine Burg bestand vermutlich aus einem steinernen Ringwall mit zwei Toren. Nach seinem Tod 1197 kämpften seine Söhne um die Nachfolge und in dem Bruderkrieg wechselte die Burg mehrfach den Besitzer. Nach 1208 war die Burg im Besitz von Rhys Gryg, dem jüngsten Sohn von Lord Rhys. 1213 wurde sie nach einer Belagerung und nach heftigen Kämpfen von seinem Neffen Rhys Ieuanc erobert. Letztlich konnte sich keiner der Nachfahren Lord Rhys durchsetzen, so dass 1216 der Fürst von Gwynedd, Llywelyn ab Iorwerth das Abkommen von Aberdyfi durchsetzte, in dem das Fürstentum Deheubarth in drei von ihm abhängige Herrschaften aufgeteilt wurde. Dinefwr Castle fiel an Rhys Gryg, der die Burg in den relativ friedlichen Jahren bis zu seinem Tod 1234 weiter ausbaute und vor allem den mächtigen Keep errichtete. Die Söhne von Rhys Gryg teilten das Land nach seinem Tod weiter unter sich auf und erlangten keine überregionale Bedeutung mehr. Dinfewr Castle fiel zeitweise direkt an Llywelyn ab Iorwerth, bevor es wieder in den Besitz der Nachfahren von Rhys Gryg kam.

### Englische Eroberung
1277 begann der englische König Eduard I. seine Eroberungskriege gegen Wales. Ein englisches Heer unter Payn de Chaworth brach den walisischen Widerstand 1277 bei Carmarthen. Zahlreiche südwalische Herrscher unterwarfen sich dem König, darunter auch Rhys Wyndod, ein Urenkel von Rhys Gryg, der die Burg im Juni 1277 an Payn de Chaworth übergab. Während der Revolte von Rhys ap Maredudd fiel sie 1287 kurzzeitig in die Hände der aufständischen Waliser, doch ansonsten blieb sie im Besitz der Krone und diente als Verwaltungszentrum und Symbol der königlichen Macht. Die Engländer ließen die Burg reparieren und errichteten das neue Haupttor mit dem vorgelagerten Zwinger. Vermutlich um 1326 entstand die rechteckige Halle, die an die bisherigen Wohngemächer angebaut wurde. Gegen Ende des 14. Jahrhunderts galt die Burg als vernachlässigt, doch blieb die zehntägige Belagerung durch Owain Glyndŵr 1403 erfolglos. Nach der Belagerung wurde die südliche Mauer erneuert und in der Vorburg entstanden weitere neue Gebäude.

### Spätes Mittelalter bis heute
Um 1425 erwarb Gruffudd ap Nicolas die Burg. Unter ihm wurde die Burg weiter vernachlässigt, weil er das nördlich gelegene Newton House als Wohnsitz bevorzugte. Sein Enkel Rhys ap Thomas verlagerte in den 1490er Jahren seine Residenz nach Carew Castle in Pembrokeshire, so dass die Burg schließlich aufgegeben wurde und verfiel. Zum Ende des Mittelalters war sie eine efeuüberwucherte Ruine. Im späten 17. Jahrhundert wurde der Keep zu einem malerischen Sommerhaus und Picknickplatz ausgebaut. Diese Bauten wurden im späten 18. Jahrhundert durch Brände zerstört und die Ruine wurde wieder der Natur überlassen. Im 20. Jahrhundert wurde Burg von den Baronen von Dynevor teilweise restauriert, wobei jedoch auch mittelalterliche Mauern zerstört wurden.
Heute gehört die Burg dem Cadw und ist ganzjährig zu besichtigen.

## Anlage
Die Ruine liegt westlich von Llandeilo und nördlich des Afon Tywi auf einer Bergspitze. Die Südwestseite fällt steil zum Tal des Tywi ab, auf den anderen drei Seiten ist die Kernburg von einem tiefen, in den Fels gehauenen Graben umgeben. Die Zufahrt zur Burg erfolgt von Osten her über einen Graben durch ein erstes Tor in die östlich vorgelagerte Vorburg, von der nur wenige Reste erhalten sind. Über den Graben der Kernburg gelangt man durch das zweite Tor in einen südlich der Kernburg vorgelagerten Zwinger, von dem aus das einfache Haupttor in der Südmauer in den fünfeckigen Innenhof der Burg führt. Die ältesten Teile der mehreckigen Ringmauer, die die Kernburg umgibt, stammen aus dem frühen 13. Jahrhundert. An der Ostseite befindet sich mächtige, gedrungene Keep, der von der Ruine des Sommerhauses aus dem 17. Jahrhundert bekrönt wird. Der zweigeschossige Rundturm ist etwa 12 m hoch und besitzt einen breiten Sockel. Er ähnelt dem Keep von Skenfrith Castle oder den des nahen Dryslwyn Castle. Dieses wurde von Rhys Gryg vor 1230 erbaut, so dass der Keep von Dinefwr vermutlich auch aus dieser Zeit stammt. Der ursprüngliche Eingang befand sich im Obergeschoss, der heutige Eingang im Erdgeschoss wurde später hinzugefügt. Die steinerne Treppe, die auf die angrenzenden Ringmauer und von dort über eine steinerne Brücke zur Spitze des Keeps führt, wurde im 17. oder 18. Jahrhundert als Zugang zum Sommerhaus errichtet.
Neben dem Keep besitzt die Ringmauer einen weiteren, rechteckigen Turm im Nordwesten der Kernburg. Die Wohngemächer im Nordosten der Anlage wurden gegen Ende des 13. Jahrhunderts erbaut. Um 1326 wurden sie durch den Anbau einer Halle erweitert.